# 야!러그래츠: 무인도 대모험
《야! 러그래츠: 무인도 대모험》(영어: Rugrats Go Wild!)은 미국에서 제작된 노턴 버지언과 존 잉 감독의 2003년 크로스오버 모험 애니메이션 영화이다. "야! 러그래츠" 영화 시리즈와 "쏜베리 가족 탐험대" 영화 시리즈 모두를 마무리 짓는 마지막 작품이며, 《야! 러그래츠: 파리 대모험》(2000)과 《쏜베리의 가족 탐험대: 극장판》(2002)의 속편이다. E. G. 데일리 등이 목소리 출연하였고, 알린 클래스키 등이 제작에 참여하였다.

## 목소리 출연

### 야! 러그래츠등장 인물
- E. G. 데일리
- 낸시 카트라이트
- 캐스 수시
- 디온 콴
- 셰릴 체이스
- 태라 스트롱
- 크리 서머
- 브루스 윌리스
- 잭 라일리
- 멜러니 차토프
- 마이클 벨
- 트레스 맥닐
- 줄리아 케이토
- 필립 프록터
- 조 얼래스키
- 토니 제이

### 쏜베리 가족 탐험대 등장 인물
- 레이시 셔베어
- 톰 케인
- 대니엘 해리스
- 플리
- 팀 커리
- 조디 칼라일

### 새 등장 인물
- 크리시 하인드
- 이선 필립스

## 기타 제작진
- 공동 제작: 패트릭 스테이플턴
- 배역: 바버라 라이트
- 음악 감독: 조지 어코그니